# Anna von Hewen
Anna von Hewen (* 1408; † 9. Januar 1484 in Zürich) war eine Schweizer Benediktinerin und Fürstäbtissin des Fraumünsters in Zürich.

## Leben
Sie war die Tochter des aus Schwaben stammenden Freiherrn Peter von Hewen und dessen Frau, der Gräfin Anna von Werdenberg-Heiligenberg. Der Konstanzer Bischof Heinrich von Hewen war ihr Bruder.
Ende 1429 wurde sie zur Äbtissin des Zürcher Klosters Fraumünster gewählt, die sie bis zu ihrem Tode blieb. Während des Alten Zürichkrieges verschlechterte sich die wirtschaftliche Lage des Klosters, so dass der Zürcher Rat der Äbtissin Pfleger zur Seite stellte und die Jahresrechnungen prüfte. Anders als die Ratsmajorität gehörte Anna von Hewen der den Habsburgern feindlich gesonnenen Partei in Zürich an. In ihren letzten Amtsjahren führte sie Klosterreformen durch, um den Konvent wieder stärker an die Benediktsregel zu binden. Während ihrer Amtszeit wurde, unterstützt durch die Zürcher Bürgerschaft, von 1479 bis 1481 eine neue Orgel für die Abteikirche errichtet.